# Buchnera tenuifolia
Buchnera tenuifolia är en snyltrotsväxtart som beskrevs av D. Philcox. Buchnera tenuifolia ingår i släktet Buchnera och familjen snyltrotsväxter. Inga underarter finns listade i Catalogue of Life.